# Bab Nahj El Bey

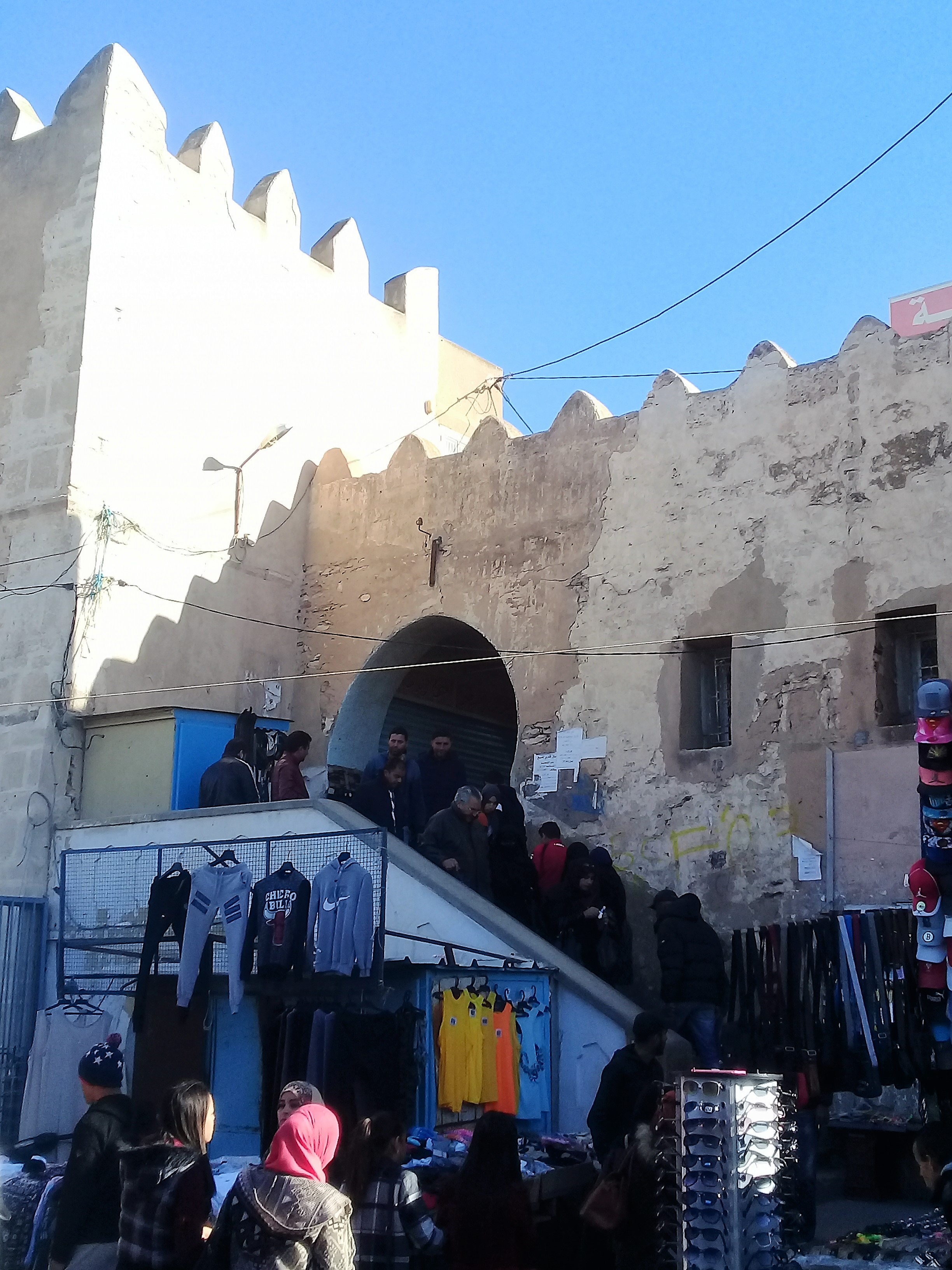
Mercanti e passanti a Bab Nahj El Bey (vista dall'esterno)

Bab Nahj El Bey (in arabo: باب نهج الباي) (o Porta di via del Bey), anche nota come Drouj Edimessi, è una delle porte della medina di Sfax.

## Localizzazione
È situata sul lato settentrionale delle sue mura, vicino a Bab Jebli.
Dato che la porta si trova in un’area leggermente rialzata, vennero costruite delle scale per raggiungerla e per collegare Nahj El Bey (l’attuale via Mongi Slim) ai suq esterni che circondavano la medina.

## Storia
Come molte altre porte, Bab Nahj El Bey venne costruita durante il XX secolo per contribuire a diminuire il traffico attraverso Bab Jebli e Bab Diwan, e per facilitare gli scambi con l’entroterra.